# Phoniscus
Phoniscus és un gènere de ratpenats de la família dels vespertiliònids. Les espècies d'aquest grup provenen del sud-est asiàtic i el nord-est d'Austràlia, tret del ratpenat pilós incert (P. aerosa), que en teoria viu a Sud-àfrica. Tanmateix, els dos únics espècimens coneguts d'aquesta espècie foren trobats fa més d'un segle i, tot i haver estat etiquetats com a provinents de Sud-àfrica, és més probable que en realitat provinguin del sud-est asiàtic.